# Mléč rolní

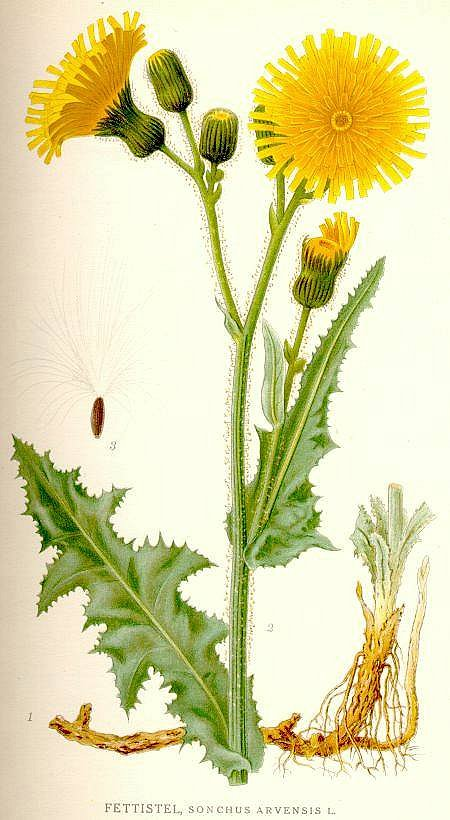
Mléč rolní – ilustrace

Mléč rolní (Sonchus arvensis) je vysoká, plevelná, hluboko kořenící vytrvalá bylina rozrůstající se kořenovými výběžky. Roste v místech s vlhkou, propustnou, živinami dobře zásobenou půdou a postupně kvete od počátku léty až do zámrazu žlutými květy. Je nebezpečným polním plevelem ve všech pěstovaných plodinách, častý je také na neobdělávaných plochách a úhorech, roste také u cest, v příkopech, na březích řek, rybníků i na rumištích. Vyskytuje se v obou mírných podnebných pásech na celé zeměkouli. V České republice roste hojně.

## Popis
Vytrvalá, 50 až 150 cm vysoká rostlina které při poranění vylučuje mléčnou šťávu (latex). Má patrovitě uspořádaný hustý systém svislých kořenů a jejich vodorovných výběžků které jsou křehké a šťavnaté, v mládí žlutavě bílé a později hnědé. Prvý rok se ze semen vytvoří pouze listové růžice 30 až 60 cm vysoké a 30 až 50 cm široké a teprve druhým rokem z kořenů vyrůstají většinou přímé, jemně rýhované, duté, květné lodyhy u báze přes 1 cm tlusté, někdy dřevnaté. Jsou šedozelené nebo světle zelené, v horní třetině jsou porostlé žláznatými chlupy a rozvětvují se do chocholíku.
Leskle zelené listy jsou lysé, v obrysu podlouhlého až kopinatého tvaru, většinou s 2 až 5 mírně dozadu směřujícími slabě pichlavými zuby na každé straně, některé jsou zkroucené. Lodyžní listy se širokou srdčitou bázi jsou objímavé a jejich okrouhlá ouška jsou přitiskla k lodyze, dosahují délky až 35 cm a šířky do 15 cm
V horní části se lodyha větví a v husté latě vyrůstá na žlutých chlupatých stopkách od 10 do 150 velkých květních úborů o velikosti asi 5 cm. Ve válcovitém úboru bývá až 200 vonných, oboupohlavných, výhradně jazykovitých kvítků se žlutými korunami. Korunní trubka je světle žlutá, její jazýček sytě žlutý. Ve kvítku je 5 žlutých tyčinek s podlouhlými prašníky, nad nimi ční dlouhá chlupatá čnělka s dvoudílnou nitkovitou bliznou. Kvítky se otevírají pouze zrána za slunečného dne a uzavírají se již k poledni nebo navečer; současně vykvétají průměrně tři úbory.
Víceřadý střechovitě uspořádaný zákrov 2 cm dlouhý je široce zvonkovitý, vyrůstá na stopce dlouhé až 15 cm, jeho zelené, úzce kopinaté zákrovní listeny jsou 15 až 20 mm dlouhé a 8 mm široké, ve vnější řadě jsou chlupaté. Rostliny kvetou od června do listopadu, opylovány jsou hmyzem.
Semena, tmavě hnědé nažky, dozrávají asi za 14 dnů po opylení. Jsou podlouhle elipsoidní, ploché, 2,5 až 3,5 mm × 1 až 1,5 mm velké, na každé straně mají po 5 či 6 ostnitých žebrech. Nahoře jsou useknuté s bělavým hrbolkem uprostřed, jejich bílý chmýr dlouhý 10 až 14 mm má jednoduché, snadno opadávající vlásky. Semena jsou velmi lehká, hmotnost tisíce semen je 0,1 až 0,4 gramy.

## Rozmnožování
Mléč rolní, rostlina úporně setrvávající na svém stanovišti, se rozmnožuje generativním i vegetativním způsobem. Kvete zpravidla od konce června do pozdního podzimu a na jedné rostlině dozraje několik tisíc nažek. Lehké ochmýřené nažky jsou do daleka odnášeny větrem nebo vodou. Semena za příznivých podmínek obvykle klíčí až na jaře a mladé semenáčky vytvářejí prvý rok pouze listové růžice které přes zimu odumírají. Teprve druhým rokem z pupenů kořenů vyrůstají lodyhy s květy. Průměrná životnost nažek v půdě je udávána asi 5 let.
Vegetativně se rozmnožuje pomoci svého do široka se rozrůstajícího kořenového systému. Svislý silný kořen rostliny proniká nejčastěji do hloubky 20 až 30 cm a z něj 6 až 12 cm pod povrchem se rozrůstají převážně vodorovně četné postranní kořeny dosahující délky 100 až 150 cm. Na nich se vytváří množství pupenů z kterých vyrůstají lodyhy a vznikají tak nové rostliny. Velmi dobře zakořeňují i kousky odlomených kořenů (např. při orbě) které nemají období klidu a mohou z nich vyrůstat nové rostliny po celé vegetační období. Také po sesečení lodyh velmi rychle z kořenů obráží nové.

## Význam
Mléč rolní je nebezpečný plevelný druh s vysokou konkurenční schopností. Má velké nároky na vláhu a živiny které odčerpává svým rozsáhlým kořenovým systémem, potlačí tak všechny poblíž rostoucí kulturní rostliny které navíc zastiňuje. Na místech kde tvoří tzv. hnízda se prosadí i v obilninách, velmi nebezpečný je v okopaninách.
Jeho klasická likvidace je možná jen hlubokou orbou, do hloubky 25 až 30 cm, z této hloubky se nové rašící rostliny zpožďují ve vývoji a jsou utlačovány již vzešlými zasetými užitkovými rostlinami. Často se však nepodaří všechny kousky křehkých kořenů dostat dostatečně hluboko a ty jsou naopak rozneseny v malé hloubce po celém poli. Úlomek 1 cm dlouhý dá vyrůst přízemní růžici a 10 cm dlouhý květonosné lodyze. Nejúspěšnější likvidace lze dosáhnout chemickým postřikem.

## Ukázky

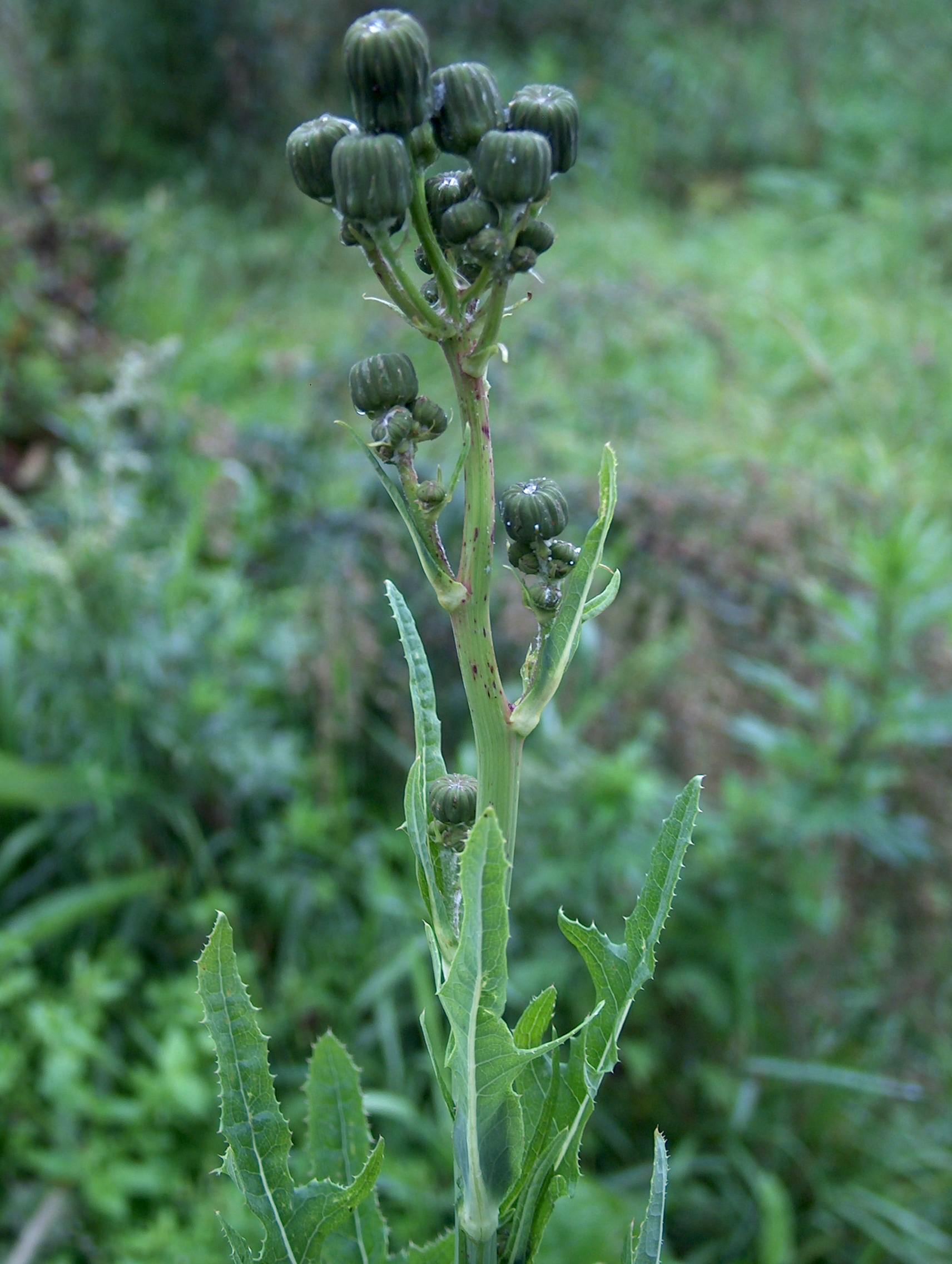
Nerozvité květenství
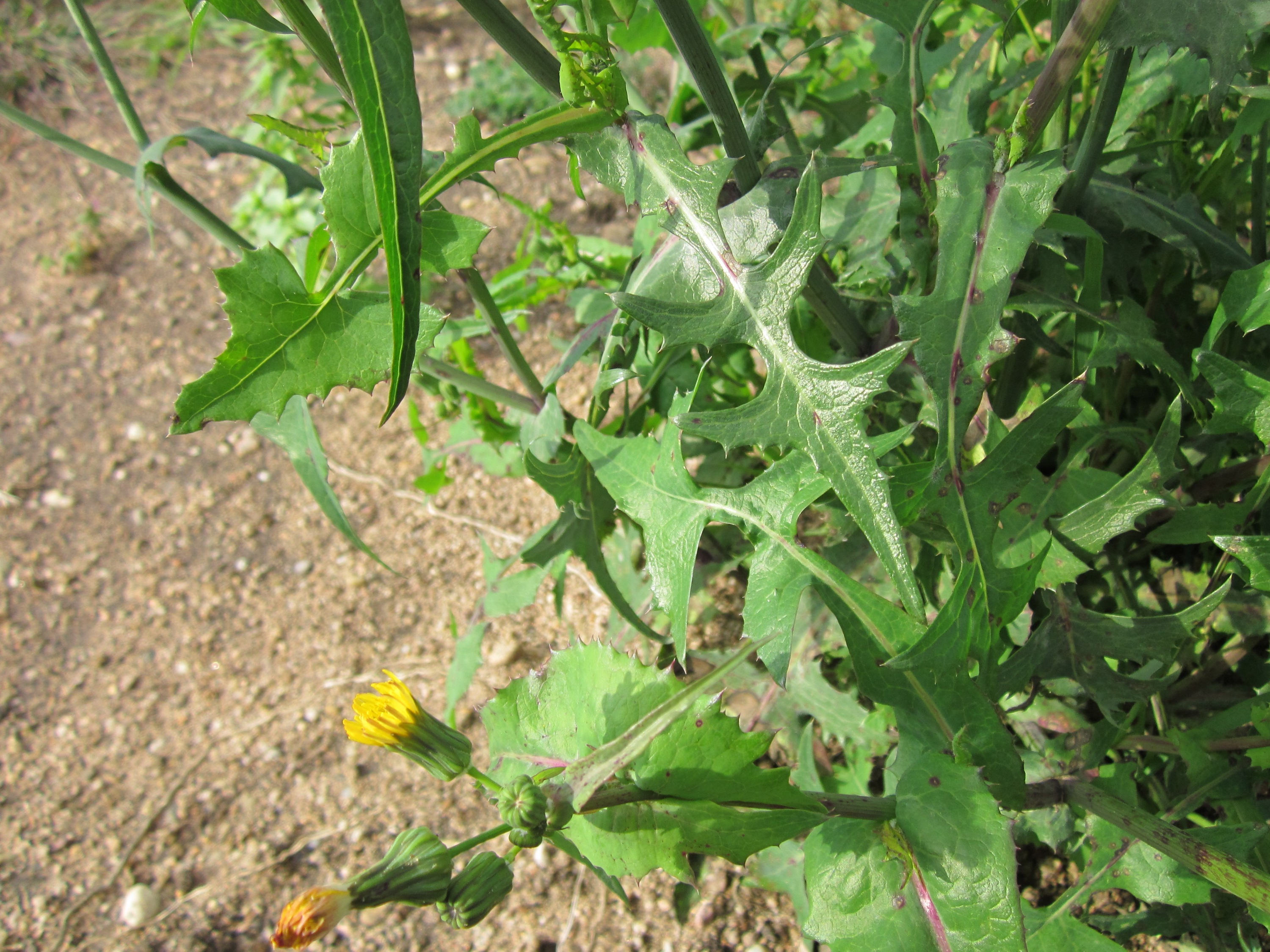
Listy
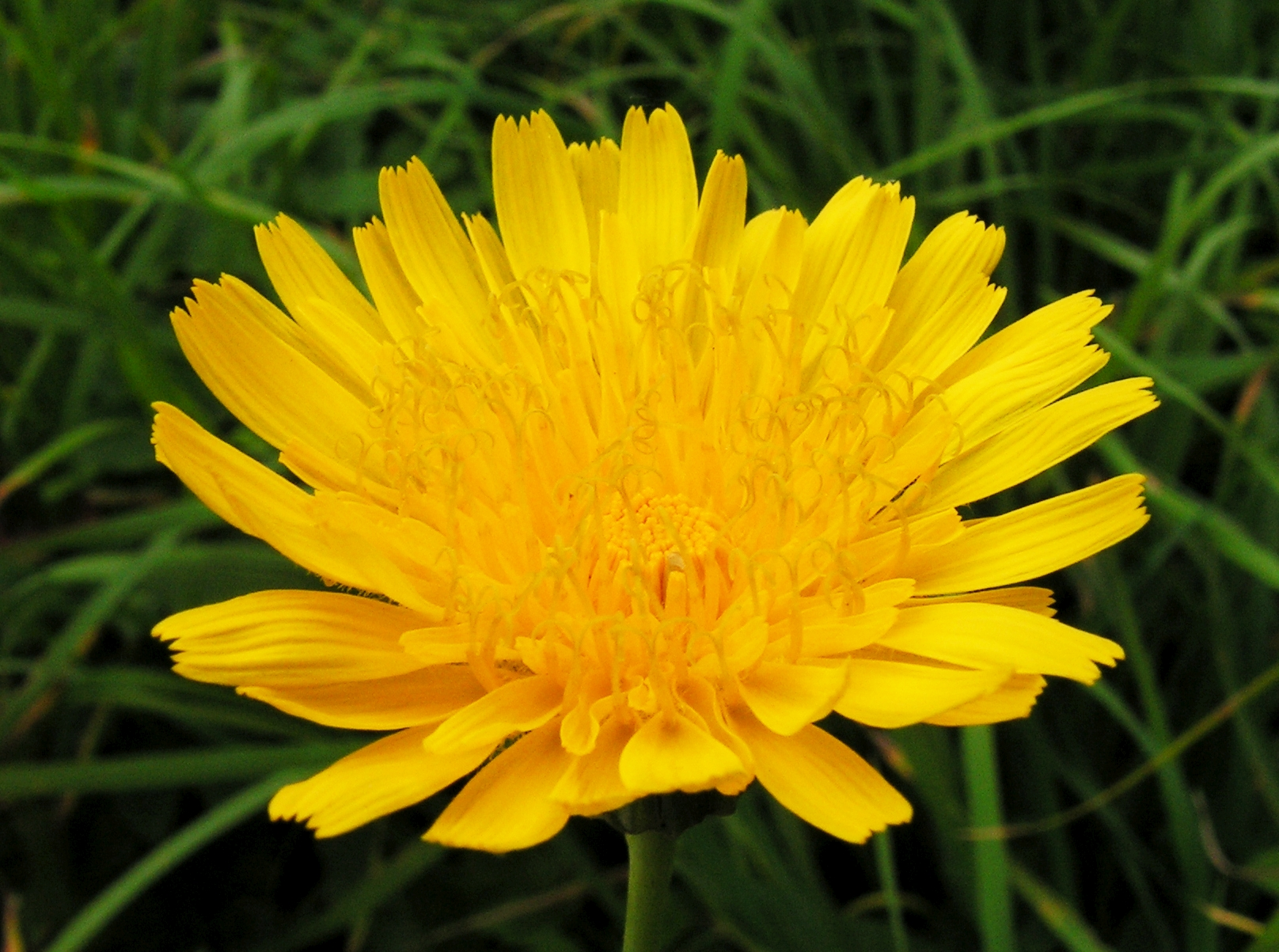
Květ
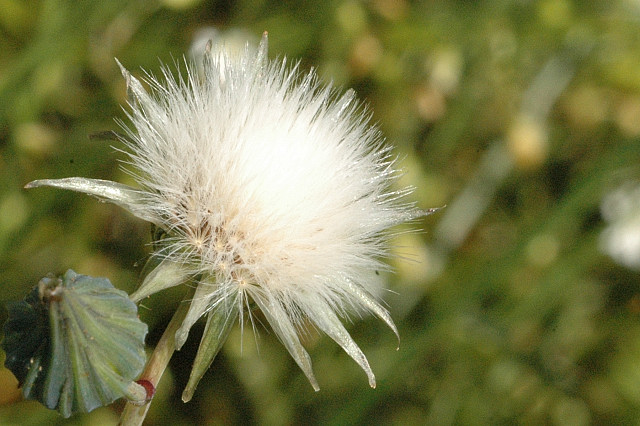
Ochmýřené nažky